# Couronnement des rois de Bohême

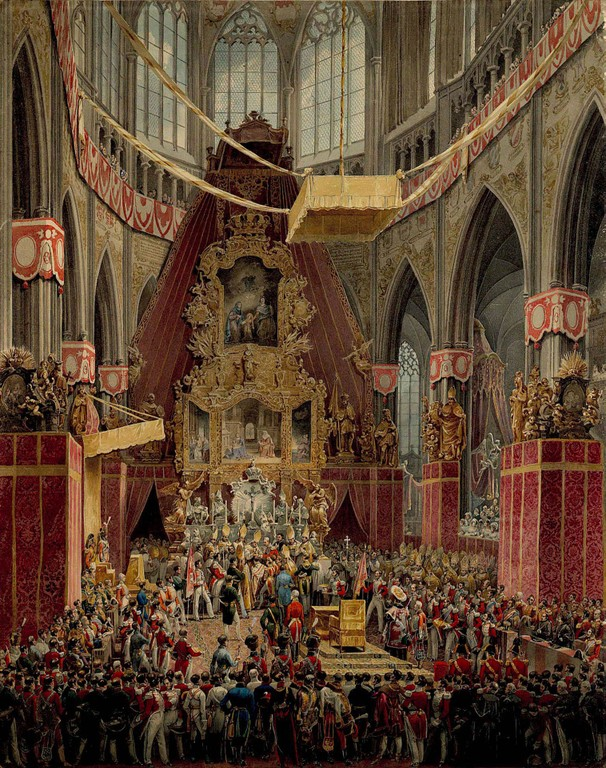
Couronnement de Ferdinand V en 1835 à Prague.

Le couronnement du roi de Bohême est une cérémonie au cours de laquelle le roi et la reine consort de Bohême sont officiellement couronnés, oints et investis d’insignes. Comme en France et en Angleterre, le règne du roi commence dès la mort de son prédécesseur et avant que le couronnement ait lieu.

## Consécrateurs
De 1228 à 1344, le roi est couronné par l'archevêque de Mayence en tant que primat de Germanie à la cathédrale de Mayence.
À partir de 1344, après l'érection de la cathédrale de Prague, les rois sont couronnés par les archevêques de Prague désormais primats de Bohème.
De 1421 à 1561, alors que le poste d'évêque de Prague est vacant, le poste de consécrateur est principalement occupé par l’évêque d’Olomouc.

## Couronnements particuliers
Au cours du Moyen Âge central, l'intronisation du souverain de Bohème ne fait de lui que le duc de Bohême ; un couronnement est nécessaire pour obtenir le titre de roi de Bohême. Le premier roi de Bohême est don Vratislas II qui est couronné en 1228. 
À partir de 1347, les monarques de Bohême sont couronnés de la couronne de saint Venceslas et investis d’insignes royaux, parmi lesquels une mitre et une lance (symboles de saint Venceslas).
Marie-Thérèse d'Autriche est la seule femme à être couronné comme reine régnante et non comme consort.
Le dernier roi de Bohême à être couronné est l’empereur Ferdinand Ier d’Autriche en 1835.

## Rois non couronnés
À partir du XIVe siècle, le couronnement n'est plus nécessaire pour obtenir le titre de roi de Bohème. Sept rois de Bohème n'ont donc jamais été couronnés. Parmi eux, Venceslas III est assassiné avant son couronnement, Rodolphe Ier et Henri de Bohême sont déposés avant leurs couronnements, tandis que Joseph Ier (1705-1711), Joseph II (1780-1790), François-Joseph Ier (1848-1916) et Charles III (1916-1918) sont empereurs du Saint-Empire et n'estiment pas un couronnement en tant que roi de Bohème indispensable.

## Liste des couronnements
| Statut         | Nom                                                                | Date                             | Lieu                         | Consécrateur |
| -------------- | ------------------------------------------------------------------ | -------------------------------- | ---------------------------- | --- |
| Roi            | Vratislav II                                                       | 20 avril 1085 15 juin 1086       | Mayence Prague               | Henri IV Egilbert von Ortenburg Archevêque de Trèves                                                                                      |
| Reine          | Świętosława de Pologne                                             | 15 juin 1086                     | Prague                       | Egilbert von Ortenburg Archevêque de Trèves                                                                                               |
| Roi            | Vladislav Ier                                                      | 11 janvier 1158 8 septembre 1158 | Ratisbonne Milan             | Frédéric Ier |
| Roi            | Ottokar Ier                                                        | 8 septembre 1198 24 août 1203    | Boppard Mersebourg           | Guidem de Praeneste Légat pontifical |
| Roi            | Venceslas Ier                                                      | 6 février 1228                   | Pisique Saint-Guy, Prague    | Siegfried von Eppstein Archevêque de Mayence                                                                                              |
| Reine          | Cunégonde de Hohenstaufen épouse de Venceslas Ier                  | 6 février 1228                   | Basilique Saint-Guy, Prague  | Siegfried von Eppstein Archevêque de Mayence                                                                                              |
| Roi            | Ottokar II                                                         | 25 décembre 1261                 | Basilique Saint-Guy, Prague  | Werner von Eppstein Archevêque de Mayence                                                                                                 |
| Reine          | Cunégonde de Slavonie épouse d’Ottokar II                          | 25 décembre 1261                 | Basilique Saint-Guy, Prague  | Werner von Eppstein Archevêque de Mayence                                                                                                 |
| Roi            | Venceslas II                                                       | 2 juin 1297                      | Basilique Saint-Guy, Prague  | Gerhard von Eppstein Archevêque de Mayence                                                                                                |
| Reine          | Judith de Habsbourg épouse de Venceslas II                         | 2 juin 1297                      | Basilique Saint-Guy, Prague  | Gerhard von Eppstein Archevêque de Mayence                                                                                                |
| Reine          | Élisabeth Richeza de Pologne épouse de Venceslas II                | 26 mai 1303                      | Basilique Saint-Guy, Prague  | Henri de Wierzbno évêque de Wrocław |
| Roi            | Jean Ier                                                           | 7 février 1311                   | Basilique Saint-Guy, Prague  | Pierre d’Aspelt Archevêque de Mayence |
| Reine          | Élisabeth de Bohême épouse de Jean Ier, héritière du Royaume       | 7 février 1311                   | Basilique Saint-Guy, Prague  | Pierre d’Aspelt Archevêque de Mayence |
| Reine          | Béatrice de Bourbon épouse de Jean Ier                             | 18 mai 1337                      | Cathédrale Saint-Guy, Prague | Jan IV z Dražic évêque de Prague |
| Roi            | Charles Ier Charles IV, empereur du Saint-Empire romain germanique | 2 septembre 1347                 | Cathédrale Saint-Guy, Prague | Arnošt de Pardubice Archevêque de Prague                                                                                                  |
| Reine          | Blanche de Valois épouse de Charles                                | 2 septembre 1347                 | Cathédrale Saint-Guy, Prague | Arnošt de Pardubice Archevêque de Prague                                                                                                  |
| Reine          | Anne de Bavière épouse de Charles                                  | 1er septembre 1349               | Cathédrale Saint-Guy, Prague | Arnošt z Pardubic Archevêque de Prague |
| Reine          | Anna von Schweidnitz épouse de Charles                             | 28 juillet 1353                  | Cathédrale Saint-Guy, Prague | Arnošt z Pardubic Archevêque de Prague |
| Reine          | Élisabeth de Poméranie épouse de Charles                           | 18 juin 1363                     | Cathédrale Saint-Guy, Prague | Arnošt z Pardubic Archevêque de Prague |
| Roi            | Venceslas IV                                                       | 15 juin 1363                     | Cathédrale Saint-Guy, Prague | Arnošt z Pardubic Archevêque de Prague |
| Reine          | Jeanne de Bavière épouse de Venceslas IV                           | 17 novembre 1370                 | Cathédrale Saint-Guy, Prague | Jan Očko z Vlašimi Archevêque de Prague                                                                                                   |
| Reine          | Sophie de Bavière épouse de Venceslas IV                           | 13 mars 1400                     | Cathédrale Saint-Guy, Prague | Olbram III. ze Škvorce Archevêque de Prague                                                                                               |
| Roi            | Sigismond                                                          | 28 juillet 1420                  | Cathédrale Saint-Guy, Prague | Conrad de Vechta Archevêque de Prague |
| Reine          | Barbara de Cilli épouse de Sigismond                               | 11 février 1437                  | Cathédrale Saint-Guy, Prague | Sede vacante Philibert de Montjeu, évêque de Coutances                                                                                    |
| Roi            | Albert                                                             | 29 juin 1438                     | Cathédrale Saint-Guy, Prague | Sede vacante Paul von Miličin, évêque d'Olomouc                                                                                           |
| Roi            | Ladislas le Posthume                                               | 28 octobre 1453                  | Cathédrale Saint-Guy, Prague | Sede vacante Jan XIII, évêque d’Olomouc                                                                                                   |
| Roi            | Georges de Poděbrady                                               | 7 mai 1458                       | Cathédrale Saint-Guy, Prague | Sede vacante Ágoston Salánki, évêque de Győr Vince Szilassi, évêque de Vác                                                                |
| Reine          | Jeanne de Rožmitál épouse de Georges de Poděbrady                  | 8 mai 1458                       | Cathédrale Saint-Guy, Prague | Sede vacante Ágoston Salánki, évêque de Győr Vince Szilassi, évêque de Vác                                                                |
| Roi            | Vladislas II                                                       | 22 août 1471                     | Cathédrale Saint-Guy, Prague | Sede vacante Jan XIII, évêque de Kamianets-Podilskyi                                                                                      |
| Roi            | Louis                                                              | 11 mars 1509                     | Cathédrale Saint-Guy, Prague | Sede vacante Stanislav I Thurzo, évêque d’Olomouc                                                                                         |
| Reine          | Marie de Hongrie épouse de Louis                                   | 1er janvier 1522                 | Cathédrale Saint-Guy, Prague | Sede vacante Stanislav I Thurzo, évêque d’Olomouc                                                                                         |
| Roi            | Ferdinand Ier                                                      | 24 février 1526                  | Cathédrale Saint-Guy, Prague | Sede vacante Stanislav I Thurzo, évêque d’Olomouc                                                                                         |
| Reine          | Anne de Bohême et de Hongrie épouse de Ferdinand Ier               | 24 février 1526                  | Cathédrale Saint-Guy, Prague | Sede vacante Stanislav I Thurzo, évêque d’Olomouc                                                                                         |
| Roi            | Maximilien                                                         | 20 novembre 1562                 | Cathédrale Saint-Guy, Prague | Antonín Brus z Mohelnice Archevêque de Prague                                                                                             |
| Reine          | Marie d’Autriche épouse de Maximilien                              | 20 novembre 1562                 | Cathédrale Saint-Guy, Prague | Antonín Brus z Mohelnice Archevêque de Prague                                                                                             |
| Roi            | Rodolphe II                                                        | 25 septembre 1575                | Cathédrale Saint-Guy, Prague | Antonín Brus z Mohelnice Archevêque de Prague                                                                                             |
| Roi            | Matthias                                                           | 11 mai 1611                      | Cathédrale Saint-Guy, Prague | Franz von Dietrichstein évêque d’Olomouc                                                                                                  |
| Reine          | Anne du Tyrol épouse de Matthias                                   | 10 janvier 1616                  | Cathédrale Saint-Guy, Prague | Johann Lohel Archevêque de Prague |
| Usurpateur     | Frédéric                                                           | 4 novembre 1619                  | Cathédrale Saint-Guy, Prague | Jiří Dikast Mirkovský Jan Cyril Třebíčský Wilhelm Popel von Lobkowitz Bohuchval Berka z Dubé                                              |
| Reine          | Élisabeth Stuart épouse de Frédéric                                | 4 novembre 1619                  | Cathédrale Saint-Guy, Prague | Jiri Dikast Mirkovsky |
| Roi            | Ferdinand II                                                       | 29 juin 1617                     | Cathédrale Saint-Guy, Prague | Johann Lohel Archevêque de Prague |
| Reine          | Eleonore de Gonzague épouse de Ferdinand II                        | 21 novembre 1627                 | Cathédrale Saint-Guy, Prague | Ernst Adalbert von Harrach Archevêque de Prague, primat de Bohême                                                                         |
| Roi            | Ferdinand III                                                      | 24 novembre 1627                 | Cathédrale Saint-Guy, Prague | Ernst Adalbert von Harrach Archevêque de Prague, primat de Bohême                                                                         |
| Roi            | Ferdinand IV Couronné du vivant de son père, ne régna jamais       | 5 août 1646                      | Cathédrale Saint-Guy, Prague | Ernst Adalbert von Harrach Archevêque de Prague, primat de Bohême                                                                         |
| Reine          | Eleonora Gonzaga épouse de Ferdinand III                           | 11 septembre 1656                | Cathédrale Saint-Guy, Prague | Ernst Adalbert von Harrach Archevêque de Prague, primat de Bohême                                                                         |
| Roi            | Léopold Ier                                                        | 14 novembre 1656                 | Cathédrale Saint-Guy, Prague | Ernst Adalbert von Harrach Archevêque de Prague, primat de Bohême                                                                         |
| Roi            | Charles II                                                         | 5 septembre 1723                 | Cathédrale Saint-Guy, Prague | Ferdinand Graf von Khünburg Archevêque de Prague, primat de Bohême                                                                        |
| Reine          | Élisabeth-Christine de Brunswick-Wolfenbüttel épouse de Charles II | 8 septembre 1723                 | Cathédrale Saint-Guy, Prague | Ferdinand Graf von Khünburg Archevêque de Prague, primat de Bohême                                                                        |
| Reine régnante | Marie-Thérèse                                                      | 12 mai 1743                      | Cathédrale Saint-Guy, Prague | Jakub Arnošt z Lichtenštejna-Kastelkornu Évêque d’Olomouc                                                                                 |
| Roi            | Léopold II                                                         | 6 septembre 1791                 | Cathédrale Saint-Guy, Prague | Antonín Petr hrabě Příchovský z Příchovic Archevêque de Prague, primat de Bohême                                                          |
| Reine          | Marie-Louise d’Espagne épouse de Léopold II                        | 12 septembre 1791                | Cathédrale Saint-Guy, Prague | Antonín Theodor Colloredo-Waldsee archevêque d’Olomouc Marie-Anne d’Autriche, archiduchesse-abbé de Damenstift                            |
| Roi            | François Ier                                                       | 9 août 1793                      | Cathédrale Saint-Guy, Prague | Antonín Petr hrabě Příchovský z Příchovic Archevêque de Prague, primat de Bohême                                                          |
| Reine          | Marie-Thérèse de Naples et de Sicile épouse de François Ier        | 11 août 1793                     | Cathédrale Saint-Guy, Prague | Antonín Petr hrabě Příchovský z Příchovic Archevêque de Prague, primat de Bohême Marie-Anne d’Autriche, archiduchesse-abbés de Damenstift |
| Roi            | Ferdinand V                                                        | 7 septembre 1836                 | Cathédrale Saint-Guy, Prague | Andrzej Alojzy Ankwicz Archevêque de Prague, primat de Bohême                                                                             |
| Reine          | Marie-Anne de Savoie épouse de Ferdinand V                         | 12 septembre 1836                | Cathédrale Saint-Guy, Prague | Andrzej Alojzy Ankwicz Archevêque de Prague, primat de Bohême Marie-Thérèse d’Autriche, archiduchesse-abbés de Damenstift                 |